# Andrei Teteriouk
Andrei Teteriouk es un ex ciclista profesional kazajo. Nació en Alma Ata (antigua URSS) el 20 de septiembre de 1967. Fue profesional entre 1992 y 2002 ininterrumpidamente.

## Palmarés
1987
- 1 etapa Vuelta a Colombia

1991
- Dúo Normando (haciendo pareja con Viatcheslav Djavanian)

1992
- 1 etapa Vuelta a Gran Bretaña
- Milán-Vignola

1996
- 1 etapa de la Vuelta a Suiza
- Giro del Friuli

1997
- 1 etapa de la Dauphiné Libéré

1999
- Campeonato de Kazajistán en Ruta

2000
- 3.º en el Campeonato de Kazajistán en Ruta
- Vuelta a Galicia

2001
- 1 etapa del Gran Premio de Midi libre

2002
- 1 etapa del GP Mosqueteiros
- 1 etapa de la Semana Lombarda

## Equipos
- Carrera Jeans (1992)
- Mapei (1993-1994)
- Aki-Gipiemme (1995-1996)
- Lotto-Mobistar (1997-1998)
- Liquigas (1999-2000)
- Mercury-Viatel (2001)
- CCC-Polsat (2002)